# بدهی دولت
بدهی دولت (که همچنین تحت عنوان بدهی عمومی یا بدهی ملی) شناخته می‌شود به نوعی از قرض گفته می‌شود که توسط دولت مرکزی گرفته شده است. در دولت‌های فدرال، «بدهی دولتی» ممکن است به بدهی‌های ایالت‌ها، شهرها یا دولت‌های محلی نیز اطلاق شود. در مقابل این واژه، واژهٔ «کسری بودجه» قرار دارد که به مقایسهٔ وصول‌های یک حکومت در برابر مصارف سالانهٔ آن می‌پردازد.

## بر پایهٔ کشور
| کشور                | بدهی (میلیارد دلار) | درصد جی‌دی‌پی | per capita (دلار) | درصد از تمام بدهی‌های دنیا |
| ------------------- | ------------------- | ----------- | ----------------- | ------------------------- |
| جهان                | ۵۶٬۳۰۸              | ۶۴٪         | ۷٬۹۳۶             | ۱۰۰٫۰۰٪                   |
| ایالات متحده آمریکا | ۱۷٬۶۰۷              | ۷۳٫۶۰٪      | ۵۵٬۶۳۰            | ۳۱٫۲۷٪                    |
| ژاپن                | ۹٬۸۷۲               | ۲۱۴٫۳۰٪     | ۷۷٬۵۷۷            | ۱۷٫۵۳٪                    |
| چین                 | ۳٬۸۹۴               | ۳۱٫۷۰٪      | ۲٬۸۸۵             | ۶٫۹۱٪                     |
| آلمان               | ۲٬۵۹۲               | ۸۱٫۷۰٪      | ۳۱٬۹۴۵            | ۴٫۶۰٪                     |
| ایتالیا             | ۲٬۳۳۴               | ۱۲۶٫۱۰٪     | ۳۷٬۹۵۶            | ۴٫۱۴٪                     |
| فرانسه              | ۲٬۱۰۵               | ۸۹٫۹۰٪      | ۳۱٬۹۱۵            | ۳٫۷۴٪                     |
| بریتانیا            | ۲٬۰۶۴               | ۸۸٫۷۰٪      | ۳۲٬۵۵۳            | ۳٫۶۷٪                     |
| برزیل               | ۱٬۳۲۴               | ۵۴٫۹۰٪      | ۶٬۵۸۸             | ۲٫۳۵٪                     |
| اسپانیا             | ۱٬۲۲۸               | ۸۵٫۳۰٪      | ۲۵٬۹۳۱            | ۲٫۱۸٪                     |
| کانادا              | ۱٬۲۰۶               | ۸۴٫۱۰٪      | ۳۴٬۹۰۲            | ۲٫۱۴٪                     |
| هند                 | ۹۹۵                 | ۵۱٫۹۰٪      | ۸۳۰               | ۱٫۷۵٪                     |
| مکزیک               | ۶۲۹                 | ۳۵٫۴۰٪      | ۵٬۴۱۶             | ۱٫۱۲٪                     |
| کره جنوبی           | ۵۳۵                 | ۳۳٫۷۰٪      | ۱۰٬۹۱۹            | ۰٫۹۵٪                     |
| ترکیه               | ۴۸۹                 | ۴۰٫۴۰٪      | ۶٬۰۶۰             | ۰٫۸۷٪                     |
| هلند                | ۴۸۸                 | ۶۸٫۷۰٪      | ۲۹٬۰۶۰            | ۰٫۸۷٪                     |
| مصر                 | ۴۷۹                 | ۸۵٪         | ۵٬۶۱۰             | ۰٫۸۵٪                     |
| یونان               | ۴۳۶                 | ۱۶۱٫۳۰٪     | ۴۰٬۴۸۶            | ۰٫۷۷٪                     |
| لهستان              | ۴۳۴                 | ۵۳٫۸۰٪      | ۱۱٬۲۹۸            | ۰٫۷۷٪                     |
| بلژیک               | ۳۹۶                 | ۹۹٫۶۰٪      | ۳۷٬۹۴۸            | ۰٫۷۰٪                     |
| سنگاپور             | ۳۷۰                 | ۱۱۱٫۴۰٪     | ۶۷٬۸۴۳            | ۰٫۶۶٪                     |
| تایوان              | ۳۲۳                 | ۳۶٪         | ۱۳٬۸۶۰            | ۰٫۵۷٪                     |
| آرژانتین            | ۳۲۳                 | ۴۱٫۶۰٪      | ۷٬۵۷۱             | ۰٫۵۷٪                     |
| اندونزی             | ۳۱۱                 | ۲۴٫۸۰٪      | ۱٬۲۴۰             | ۰٫۵۵٪                     |
| روسیه               | ۳۰۸                 | ۱۲٫۲۰٪      | ۲٬۱۵۹             | ۰٫۵۵٪                     |
| پرتغال              | ۲۹۷                 | ۱۱۹٫۷۰٪     | ۲۷٬۵۳۱            | ۰٫۵۳٪                     |
| تایلند              | ۲۹۲                 | ۴۳٫۳۰٪      | ۴٬۳۳۰             | ۰٫۵۲٪                     |
| پاکستان             | ۲۸۳                 | ۵۰٫۴۰٪      | ۱٬۴۶۲             | ۰٫۵۰٪                     |